# Dennis Kucinich
Dennis John Kucinich ([kuˈsɪnɪtʃ]) (Cleveland, 8 ottobre 1946) è un politico e ambientalista statunitense, esponente del Partito Democratico e membro della Camera dei Rappresentanti per lo stato dell'Ohio dal 1997 al 2013.

## Dettagli familiari
Il padre di Kucinich era d'origine croata e faceva il camionista, mentre la madre, che aveva ascendenze irlandesi, era una casalinga; i due ebbero altri sei figli, tutti più piccoli di Dennis. Laureatosi nell'università della sua città nel 1973, è cattolico e ambientalista; il 21 agosto del 2005 ha sposato Elizabeth Harper, cittadina britannica, con la quale convive insieme alla sua unica figlia, Jackie, avuta dalle precedenti nozze.

## Carriera politica

### Primi passi
Fin da giovanissimo Kucinich fece politica ad alto livello: nel 1969, a soli 23 anni, venne eletto membro della Camera dei rappresentanti dell'Ohio. Nel 1972 tentò di candidarsi per la Camera dei Rappresentanti nazionale, ma venne sconfitto dal repubblicano William E. Minshall, Jr.
Quando Minshall si ritirò dalla politica nel 1974, per le elezioni suppletive susseguenti i vertici del Partito Democratico gli preferirono Ronald M. Mottl e questo causò un parziale allontanamento di Kucinich dal partito dell'asino: egli si candidò lo stesso alle primarie ma si presentò come indipendente ed ottenne circa il 30% dei voti. Nel 1975 Kucinich divenne presidente della corte municipale di Cleveland, incarico che mantenne per due anni.

### Sindaco
Nel 1977 si tennero le elezioni comunali di Cleveland, che furono per la prima volta apartitiche (i candidati a sindaco non erano infatti supportati da nessun partito, almeno ufficialmente). Kucinich inizialmente appoggiò il sindaco uscente, il repubblicano Ralph J. Perk, ma in seguito presentò la sua candidatura contro il democratico Ed Feighan. Uno scandalo riguardante la società elettrica comunale mise fuori gioco Perk e la sfida fu soprattutto tra Kucinich e Feighan: dopo una battaglia all'ultimo voto quest'ultimo, più pragmatico, fu sconfitto dal primo, più progressista, per soli 3 000 voti circa (il risultato fu 93 047 a 90 074).
Kucinich entrò nella storia per essere stato il più giovane sindaco eletto a capo di una metropoli statunitense: quando vinse le consultazione, non aveva ancora compiuto 31 anni. La sua sindacatura, seppur brevissima, fu molto tumultuosa: abituato ad esprimere le sue idee con molta determinazione, non esitò a contraddire non solo il consiglio comunale ma anche il governo nazionale nelle sue decisioni. Ad esempio, contro il parere popolare, nominò l'appena ventiquattrenne Joseph Tegreene direttore finanziario di Cleveland e la decisione suscitò scandalo perché il giovane lavorava da soli otto mesi come agente di borsa.
Nel gennaio del 1978 una catastrofe naturale si abbatté su Cleveland: una raffica molto forte di vento e di neve colpì la città tanto che il 26 gennaio essa raggiunse le 100 miglia all'ora. Kucinich dichiarò lo stato d'allerta, tuttavia rifiutò i 41 milioni di dollari che il governo aveva stanziato perché li giudicava eccessivi: affermò anzi che il progetto governativo di ricostruzione architettonica era troppo pomposo, ed a chi si lamentava rispondeva "se volete potete sempre andare a Disneyland".
Una volta eletto sindaco Kucinich nominò capo della polizia locale l'ex sceriffo di San Francisco Richard Hongisto, scelta di cui successivamente si pentì. Hongisto divenne molto popolare in città (ebbe il sostegno soprattutto degli immigrati est europei), ma il 23 marzo il neosindaco gli chiese di dimettersi in quanto egli era divenuto titolare di una banca: così, mentre Hongisto accusò Kucinich di avere "un'etica discutibile" l'altro lo attaccò per insubordinazione.
Intervenendo in una trasmissione televisiva, Kucinich avvisò la popolazione delle tensioni sorte e diede al neocapo della polizia un giorno di tempo per dimettersi: il sindaco ebbe quindi partita vinta, ma a costo di una pesante perdita di popolarità. Nacque infatti un gruppo spontaneo di cittadini che raccolsero firme in modo tale da costringere il sindaco a dimettersi e tornare a nuove consultazioni: fino al 10 maggio, le firme raccolte furono solo 3 000 (ne servivano più di 37 000 per raggiungere lo scopo), ma la situazione cambiò dopo altri scontri tra Kucinich e le autorità locali. Il 10 aprile, la polizia rifiutò di eseguire una perlustrazione da lui ordinata contro l'ondata di criminalità presente in città; il 10 luglio il consiglio comunale disapprovò l'operato del sindaco per ciò che concerne la politica economica.
Le firme necessarie furono raggiunte il 1º luglio ed il 13 agosto si tennero le elezioni di "conferma" (o recall), una sorta di referendum sul suo operato che Kucinich vinse per soli 236 voti. Il 5 giugno del 1979, stressato da nuove polemiche, Kucinich si dimise dalla carica di sindaco e si ricandidò nuovamente come primo cittadino di Cleveland, cercando in tal modo di avere un consiglio comunale composto quasi esclusivamente da suoi sostenitori.
Durante la campagna elettorale Kucinich, che aveva un seguito non più ampio, recuperò terreno sul candidato repubblicano George Voinovich grazie alle sue doti oratorie ed ai suoi pesanti attacchi personali nei confronti del rivale. Tuttavia poco prima del voto la figlia di Voinovich venne investita ed uccisa a soli nove anni da un furgone e Kucinich non adottò più uno stile aggressivo: in un clima di commozione e di solidarietà nei suoi confronti, Voinovich ricevette 94 541 consensi e fu eletto.

### Gli anni Ottanta
Immediatamente dopo la sconfitta Kucinich non abbandonò né la politica né la città di Cleveland, continuando a criticare il sindaco Voinovich soprattutto per ciò che riguarda l'economia (nel 1980 egli propose anche un referendum sul sistema di imposte previsto dal sindaco). Nel 1983 entrò nuovamente nel consiglio comunale della città insieme al fratello Gary Kucinich, anch'egli eletto.
Nel 1985 si mormorò di una sua possibile nuova candidatura a sindaco, ma la scelta dei democratici ricadde proprio su suo fratello Gary, che venne tuttavia sconfitto dal primo cittadino uscente. Nel 1988 Dennis tentò di candidarsi a Governatore dell'Ohio come indipendente, ma alla fine abbandonò il progetto in quanto esso avrebbe sicuramente svantaggiato il candidato ufficiale dei democratici, Dick Celeste. Dal 1989 al 1994 Kucinich visse tranquillamente in Nuovo Messico, separandosi temporaneamente dalla politica attiva.

### L'approdo alla Camera
Nel 1996 Kucinich si candidò per la Camera dei Rappresentanti degli Stati Uniti in qualità di deputato dell'Ohio e venne eletto. In questa veste egli espresse le idee guida della sua linea politica: fu uno dei pochissimi democratici a votare contro l'USA PATRIOT Act ed a chiedere le dimissioni del collega di partito Bill Clinton a causa dello scandalo Lewinsky.
È uno dei politici più a sinistra dell'intero parlamento statunitense: tra le altre cose, è contrario alla pena di morte ed è un convinto pacifista. Dal 1996 mantenne senza problemi il suo seggio alla Camera per un totale di otto mandati. Nel 2012 però la ridefinizione dei distretti congressuali lo portò a competere per la rielezione nello stesso distretto della collega Marcy Kaptur, che lo sconfisse nelle primarie democratiche e vinse la rielezione. Kucinich dovette così abbandonare il Congresso dopo sedici anni di servizio.

### Presidenziali del 2004
Kucinich presentò nel 2003 la sua candidatura alle elezioni primarie che avrebbero scelto il candidato dei democratici alle elezioni presidenziali del 2004. Il suo programma politico includeva l'uscita degli USA dal WTO e dal NAFTA, il ritiro dalle truppe in Iraq, la legalizzazione delle droghe leggere e dei PACS, l'adozione del protocollo di Kyoto. Ebbe di conseguenza un buon numero di sostenitori vip: tra essi gli attori Sean Penn, Matt Damon, Viggo Mortensen, Linda Blair e Danny Glover, l'informatico Richard Stallman, la musicista Ani DiFranco e gli attivisti Granny D, Arun Manilal Gandhi e Winona LaDuke.
Il 19 gennaio del 2004 le primarie cominciarono in Iowa, dove ottenne il 15% dei consensi; fu poi la volta di New Hampshire (1%), Nuovo Messico (6%), Hawaii (31%), Maine (16%), Minnesota (17%) ed Ohio (solo il 9%). Dopo il clamoroso insuccesso nel suo stato, molti gli chiesero di ritirarsi dalle primarie, ma Kucinich persistette e nell'Oregon ottenne il 16% dei suffragi, tornando a risultati più consoni. In totale, egli ottenne 40 delegati al congresso e 2 "superdelegati".

### Presidenziali del 2008
L'11 dicembre del 2006, durante una conferenza stampa nella sua città, Kucinich annunciò di voler riprovare a candidarsi come Presidente degli Stati Uniti d'America e fu quindi presente alle successive primarie democratiche. Rispetto alla prima esperienza, tuttavia, egli dovette incassare il mancato appoggio di Granny D che era passata dalla parte di Mike Gravel.
Il 6 novembre 2007 presentò al Congresso degli Stati Uniti una risoluzione (n.799, riproposizione di una precedente risoluzione n.333) per l'impeachment di Dick Cheney. I motivi di tale risoluzione erano relativi alla manipolazione delle informazioni dei servizi segreti per stabilire un legame tra Iraq e Al Qaida e giustificare in tal modo la successiva guerra. La mozione trovò in seguito l'appoggio di altri ventisei deputati. La risoluzione fu assegnata ad una sottocommissione del congresso e non fu discussa prima della fine della legislatura. Il 24 gennaio 2008 annunciò il ritiro dalla corsa alla Casa Bianca ed il non appoggio ad un altro candidato del partito. Nei vari voti delle primarie del Partito Democratico non raggiunse mai il 10%.